# Synagoge (Ribeauvillé)

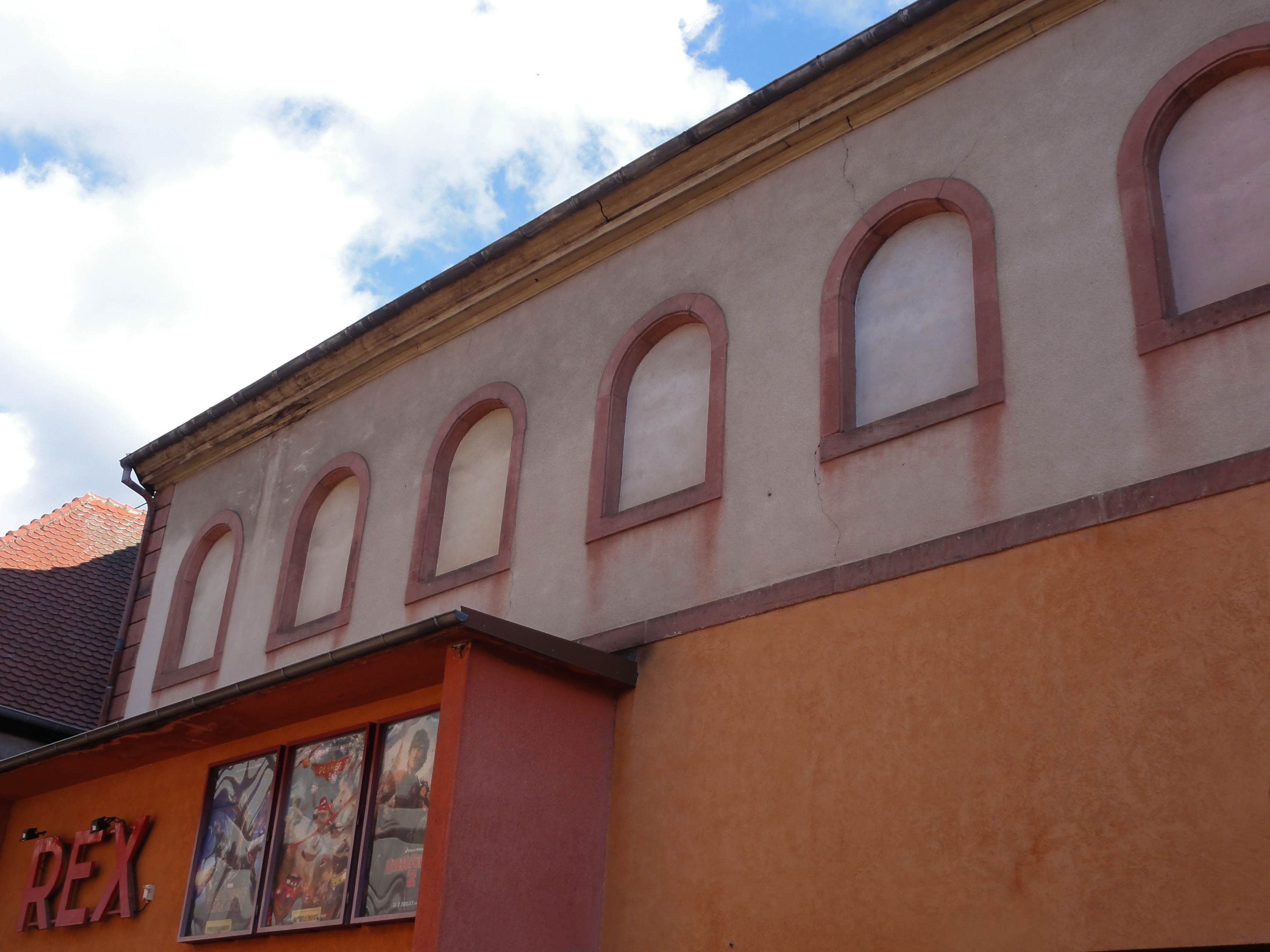
Profanierte Synagoge in Ribeauvillé, 2014

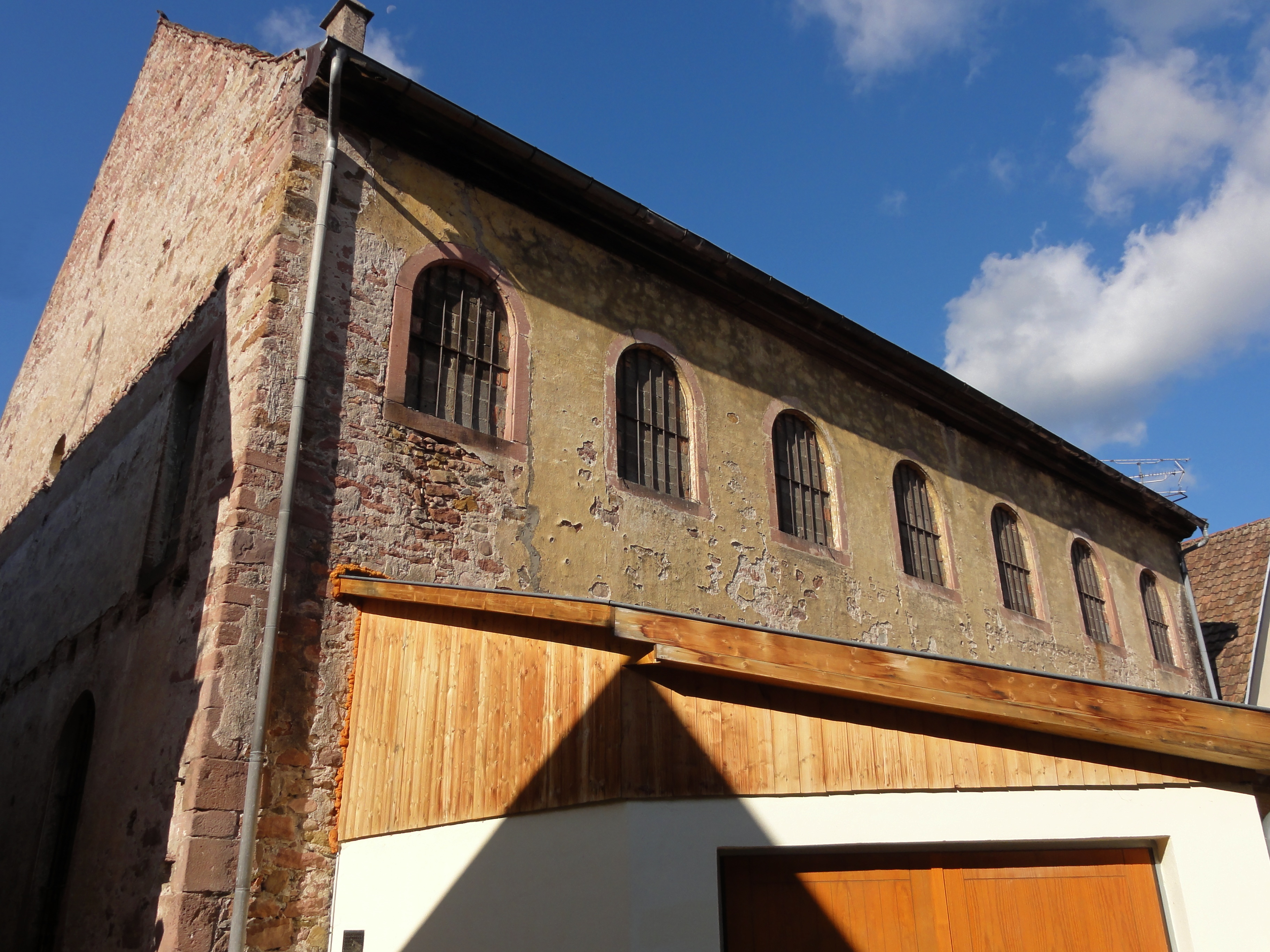
Rückansicht

Die Synagoge in Ribeauvillé, einer französischen Stadt im Département Haut-Rhin der historischen Region Elsass, wurde von 1830 bis 1840 errichtet. Die profanierte Synagoge befindet sich an der Nr. 17, rue de la Synagogue. 
Die Synagoge im neuromanischen Stil wurde an der Stelle einer älteren Synagoge erbaut. Das Synagogengebäude wird seit 1958 als Kino genutzt. Im Jahr 1996 wurde das Gebäude renoviert.